# Emanuel Lundh
David Martin Emanuel Lundh, född 29 september 1896 i Norra Ljunga församling i Jönköpings län, död 29 oktober 1982 i Sofia församling i Stockholm, var en svensk präst.
Emanuel Lundh var son till kyrkoherde Johannes Lundh och hans hustru Esther, som tillhörde prästsläkten Bexell. Efter studentexamen i Uppsala 1918 läste han juridik vid Uppsala universitet 1919–1923 men lämnade juridiken och blev i stället student vid Göteborgs högskola 1924. Han avlade teologisk-filosofisk examen 1925, blev teologie kandidat vid Uppsala universitet 1928 och avlade praktiskt teologiskt prov samma år. Han prästvigdes för Växjö stift 1929, tjänstgjorde som pastorsadjunkt i Döderhults församling och vikarierande ständig adjunkt i Urshults församling, ständig adjunkt där 1930. Emanuel Lundh kom till Högby församling, Växjö stift, 1932, där han efter ett år som vice pastor var kyrkoherde från 1933 till pensioneringen 1963. 1959 blev han prost. Han var ombud för missionsstyrelsen från 1937 samt ordförande i kyrkostämma, skolstyrelse och Högby-Källa Rödakorskrets. 1959 blev han ledamot av Nordstjärneorden.
Han gifte sig första gången 1925 med sophiasystern Siri Ohlsson (1897–1960), dotter till grosshandlaren Herman Ohlsson och Anna Andersson. De fick två barn: konstnären Stephan Lundh (1927–2015) och sjuksköterskan Ursula Salqvist (1930–2019).
Andra gången gifte han sig 1961 med Eva Hammar (1899–1983), som var byrådirektör i Skolöverstyrelsen samt dotter till kontraktsprosten Hans Birger Hammar den yngre och Maria Magnét.
Han är begravd på Högby kyrkogård på Öland.